# لورن میچل
لورن میچل (به انگلیسی: Lauren Mitchell) ژیمناست زادهٔ ۲۳ ژوئیهٔ ۱۹۹۱ میلادی اهل کشور استرالیا است.